# Ildikó Bóbis
Ildikó Farkasinszky-Bóbis (* 5. September 1945 in Budapest) ist eine ehemalige ungarische Florettfechterin.

## Erfolge
Ildikó Bóbis wurde 1967 in Montreal und 1973 in Göteborg mit der Mannschaft Weltmeister. Darüber hinaus belegte sie mit ihr viermal den zweiten Rang. Im Einzel gelang ihr 1974 in Grenoble der Titelgewinn, hinzu kamen zwei weitere Bronzemedaillen 1967 und 1975. Sie nahm an drei Olympischen Spielen teil und gewann bei sämtlichen Teilnahmen eine Medaille in der Mannschaftskonkurrenz. 1968 erreichte sie in Mexiko-Stadt mit der Mannschaft das Finale gegen die Sowjetunion, das mit 3:9 verloren wurde. Auch 1972 in München hatte sie mit der Mannschaft das Nachsehen im Finale gegen die sowjetische Equipe. Bei den Olympischen Spielen 1976 in Montreal gewann sie mit der ungarischen Mannschaft die Bronzemedaille. Auch im Einzel war sie erfolgreich: nach dem Aus in der Vorrunde 1968 zog sie 1972 in die Finalrunde ein, die sie hinter Antonella Ragno-Lonzi auf dem Silberrang abschloss. 1976 wurde sie Sechste.
Ihr Vater war der Ringer Gyula Bóbis, der 1948 Olympiasieger wurde.